# Inger Bjørnbakken
Inger Bjørnbakken, norveška alpska smučarka, * 28. december 1933, Bærum, Norveška, † 13. februar 2021.
Svoj največji uspeh je dosegla na Svetovnem prvenstvu 1958, ko je postala svetovna prvakinja v slalomu. Osvojila je sedem naslovov norveške državne prvakinje, trikrat v slalomu, dvakrat v veleslalomu ter po enkrat v smuku in kombinaciji ter dosegla sedem zmag na festivalu Holmenkollen Kandahar. Leta 1958 je prejela medaljo Holmenkollen.